# Eichenhof (Weidenberg)
Eichenhof ist ein Gemeindeteil des Markts Weidenberg im Landkreis Bayreuth (Oberfranken, Bayern). Eichenhof liegt in der Gemarkung Görschnitz.

## Geographie
Der Weiler liegt südlich einer Gemeindeverbindungsstraße, die nach Görschnitz zur Staatsstraße 2181 (0,8 km westlich) bzw. nach Heßlach führt (0,8 km östlich). Beim Weiler steht eine Eiche, die als Naturdenkmal ausgezeichnet ist.

## Geschichte
Der Ort wurde um 1950 auf dem Gemeindegebiet von Görschnitz gegründet. Im Zuge der Gebietsreform in Bayern wurde Eichenhof am 1. Januar 1978 nach Weidenberg eingemeindet.

## Einwohnerentwicklung
| Jahr      | 001950 | 001961 | 001970 | 001987 |
| Einwohner | 3      | 5      | 2      | 11     |
| Häuser    | 1      | 1      |        | 3      |
| Quelle    | [ 8 ]  | [ 9 ]  | [ 10 ] | [ 1 ]  |